# باکلت، گرنادا
باکلت، گرنادا (به لاتین: Bacolet) یک منطقهٔ مسکونی در گرنادا است که در Saint David Parish, Grenada واقع شده‌است. باکلت ۳۸ متر بالاتر از سطح دریا واقع شده‌است.